# دودمان (مجموعه تلویزیونی ۱۹۸۱)
دودمان (به انگلیسی: Dynasty) یک مجموعه تلویزیونی آمریکایی در ژانر سریال آبکی است.

بازیگران زن در فصل ششم (۱۹۸۵–۱۹۸۶)